# زودياك (مسلسل)
زودياك هو مسلسل تلفزيوني مصري عرض خلال النصف الأول من شهر رمضان لعام 2019 على شاشة صدى البلد، من بطولة مجموعة من الفانين الشباب، وهم أحمد خالد صالح، وأسماء أبو اليزيد، وهند عبد الحليم، وخالد أنور، ومي الغيطي، سيناريو محمد المعتصم، منة اكرام، عمر خالد، محمد هشام عبية، رواية عبد الله وإخراج محمود كامل.
المسلسل مقتبس من رواية حظك اليوم للكاتب الراحل أحمد خالد توفيق وعلى الرغم من ذلك، إلا أن «زودياك» يمكن اعتباره ابنًا لعالم أحمد خالد توفيق، فالتيمة الأساسية والخط الرئيسي للمسلسل من «حظك اليوم»، إلا أن التفاصيل والخطوط الفرعية تنتمي للعالم الذي صنعه الراحل، فالسحرة واللعنة والمومياء والقرابين والأجانب المهووسون بالفراعنة كلها تفاصيل من سلسلته الشهيرة ما وراء الطبيعة.

## قصة المسلسل
تدور أحداث المسلسل في قالب من التشويق والإثارة حول تورط مجموعة من طلاب الجامعة في سلسلة من الجرائم الغامضة بعد اشتراكهم في تحقيق صحفي يتناول حياة عالم فلك مشهور، وتتعقد الأمور بعد أن تصيبهم لعنة سحرية غير مفهومة تقتنص أرواحهم كلٌ حسب برجه الفلكي واحدًا تلو الآخر.

## طاقم التمثيل
- أسماء أبو اليزيد: (يمنى / ماكنيا)
- إنجي أبو زيد: (إنجي)
- أحمد خالد صالح: (عزت)
- محمد مهران: (سامي وصفي)
- هند عبد الحليم: (ليلى)
- خالد أنور: (شريف)
- مايان السيد: (سلمى)
- مي الغيطي: (مريم)
- ياسمين رحمي: (إيمان)
- رانيا شاهين: (رضوى)
- تامر نبيل: (مجدي)
- شمم الحسن: (عدنان)
- أحمد طلعت: (هنري)
- محمود جمعة: (الدكتور مراد)
- عواطف حلمي: (جدة سلمى - ضيفة شرف)
- نسمة محمود: (والدة سلمى - ضيفة شرف)
- إسماعيل شرف: (والد سامي - ضيف شرف)
- عبير فاروق: (والدة سامي - ضيفة شرف)
- زيزي داغر: (والدة عزت - ضيفة شرف)
- نوال سمير: (سوسو)
- شريف رواش: (ممرض)
- جرجس بولس: (أحد تلاميذ المعبد الفرعوني)
- إيهاب علم الدين: (من الأمن)
- أبانوب بولس
- أشرف خاطر
- ياسمين نعيم
- خالد الشربيني

## وصلات خارجية
- زودياك على موقع IMDb (الإنجليزية)
- زودياك على موقع قاعدة بيانات الأفلام العربية
- زودياك على موقع قاعدة بيانات الفيلم (الإنجليزية)